# Marc Ryan
Marc Ryan, född den 14 oktober 1982 i Timaru, är en nyzeeländsk tävlingscyklist som tog OS-brons i bancyklingslagförföljelse vid olympiska sommarspelen 2008 i Peking. 